# Nørreå (Sydslesvig)
 For alternative betydninger, se Nørreå. (Se også artikler, som begynder med Nørreå)
Nørreaa (dansk), Norderaue (tysk) eller a Nuurder Ia (nordfrisisk) er en tidevandsrende (et søgat) i det nordfrisiske vadehav i det vestlige Sydslesvig, som strækker sig fra Rytterdybet og Smaldybet syd for Amrum mod nordøst. Farvandet passerer øen Før med vaderne Nordmandsgrund og Goting Rev i nord og halligen Nordmarsk-Langenæs med vaderne Marsknakke og Svineryggen i syd. Ved Dagebøl og Embsbøls sydvesthjørne når prilen den slesvigske vestkyst. Dens afgreninger danner Amrums og Vyks havne. Nørreå har tilløb fra det nordfra tilstrømmende Amrum Dyb. Nørreå er op til 20 meter dyb. På dens barre har strømmen dog kun en dybde på lidt over 3 meter. Syd for Amrum er den sammenløbende med Sønderå. 
Nørreå og Smaldybet nævnes i Otto Christian Hammers fortællinger om vesterhavsøernes forsvar under krigen i 1864.